# 卡雷加-卡塔尔迪宫
44°24′39.23″N 8°56′03.55″E / 44.4108972°N 8.9343194°E

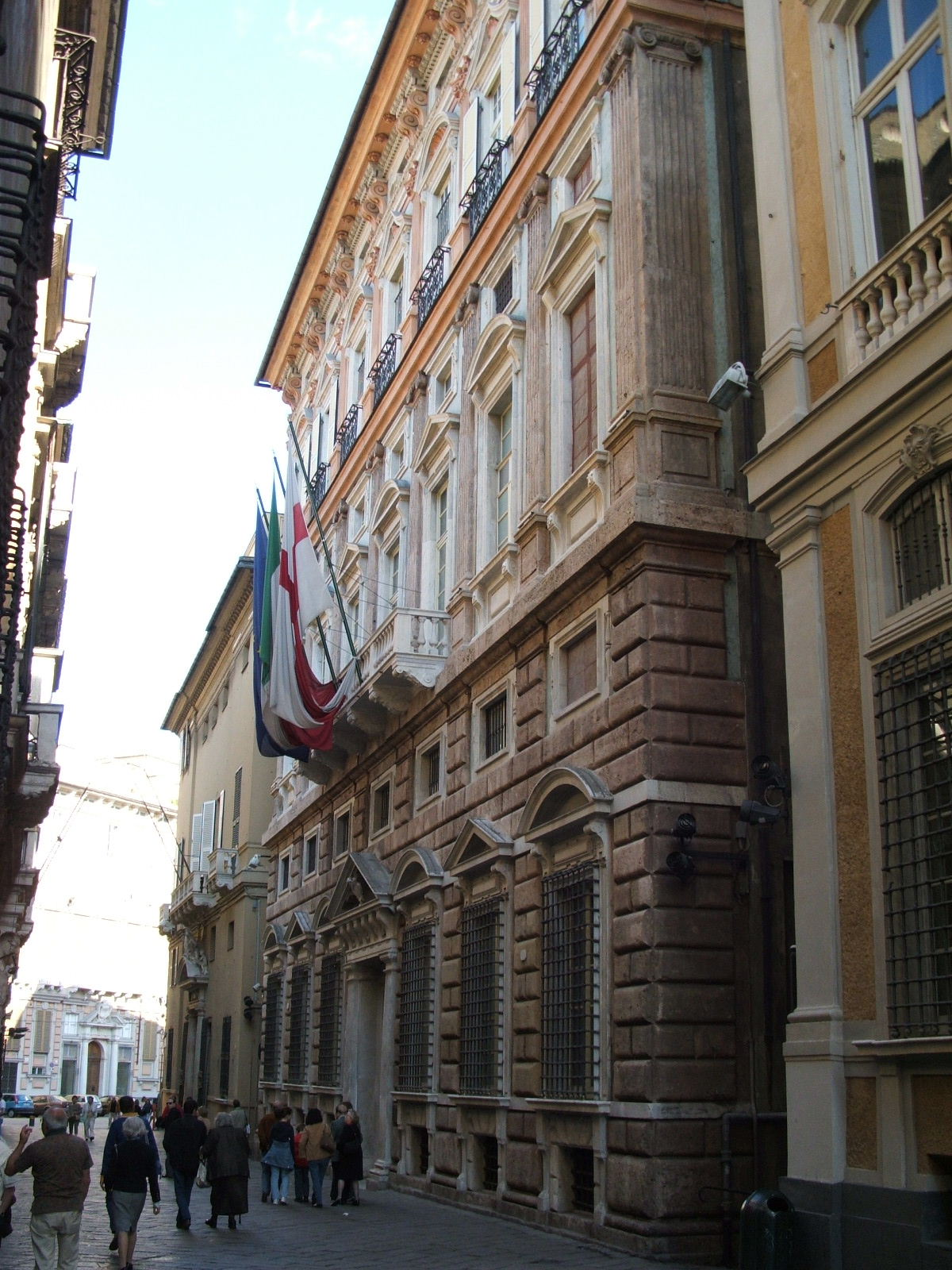

卡雷加-卡塔尔迪宫（Palazzo Carrega-Cataldi）是一座历史建筑，位于意大利热那亚加里波第街4号，2006年 作为罗利宫殿体系的42座宫殿之一被列为世界文化遗产。
该建筑建于1558-1561年。建筑师乔瓦尼·巴蒂斯塔·卡斯特罗，原业主为托比亚·帕拉维奇诺，现在的业主为热那亚商会。

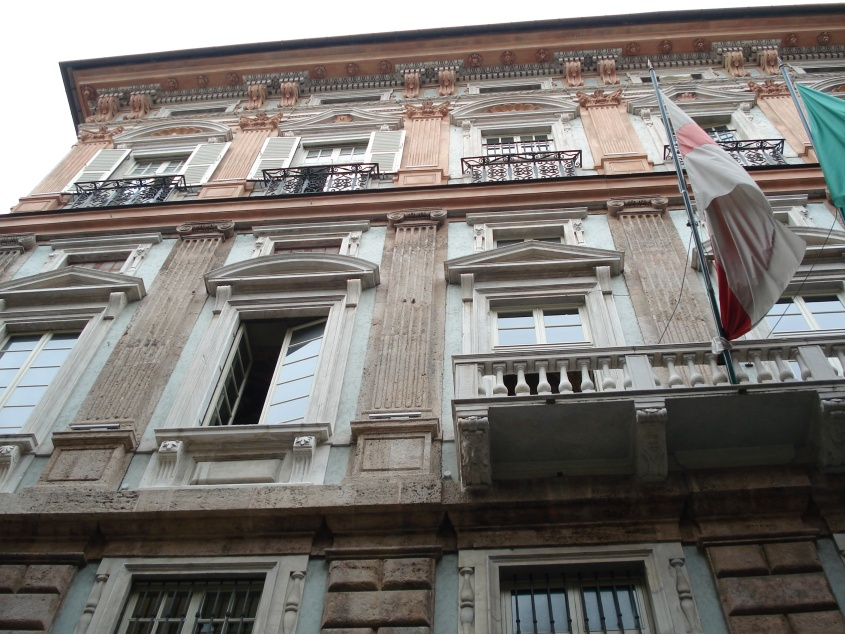
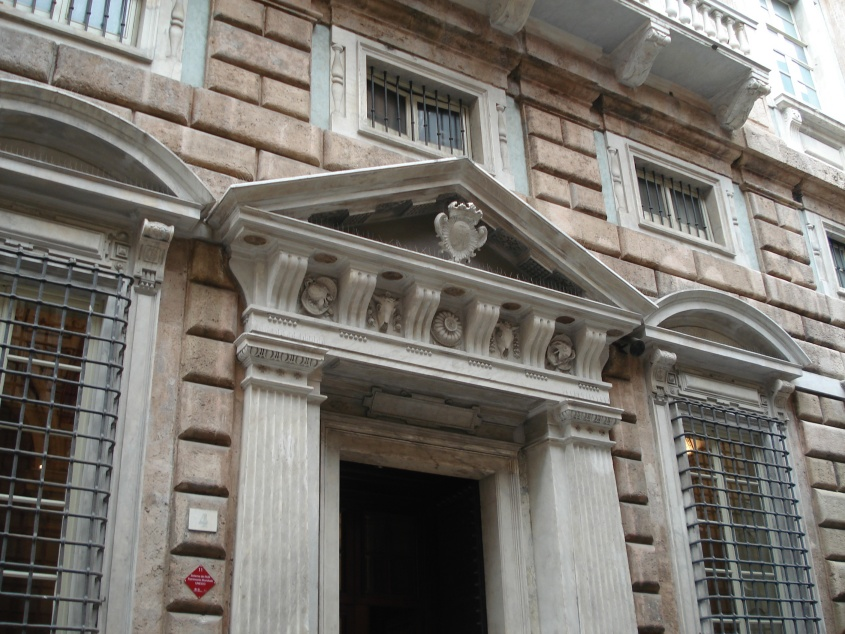